# Zaphne seticauda
Zaphne seticauda är en tvåvingeart som först beskrevs av Malloch 1919.  Zaphne seticauda ingår i släktet Zaphne och familjen blomsterflugor. Inga underarter finns listade i Catalogue of Life.